# Bruce Johnston
Bruce Johnston (Peoria, Illinois; 27 de junio de 1942) es un teclista, bajista y músico estadounidense, más conocido por haber integrado el dúo Bruce & Terry, y por ser miembro de The Beach Boys desde el 9 de abril de 1965, después de que el reemplazo de Brian Wilson, Glen Campbell se emprendiera en su carrera de solista. En unos años escribió junto a la banda canciones significativas como "Deirdre" (con Brian Wilson) y "Tears in the Morning", ambas de Sunflower.
Su primer sencillo donde aparece con los demás Beach Boys fue "California Girls", lanzado tres meses después del álbum en donde no aparece su cara porque tenía contrato con otro sello discográfico, Summer Days (and Summer Nights!!).
Ganó un premio Grammy por la composición de su más grande éxito, la canción "I Write the Songs".

## Biografía
Benjamin Baldwin nació el 27 de junio de 1942, recién en el verano de 1958 comienza su carrera musical cuando Phil Spector formó los Teddy Bears, con Bruce Johntson y Sandy, ellos se unieron a una banda local que acompañaba frecuentemente a los shows de rock de astros como Ritchie Vallens, donde tocaba batería.
Bruce también comenzó a desarrollar su carrera de músico de estudio, tocando en varias grabaciones como guitarrista, bajista o teclista. Bruce tocó el bajo en el éxito "To Know Him Is To Love Him", de los Teddy Bears, y también en Teen Beat, sencillo de Sandy Nelson que entró en los Top 5. Durante los años 60, estudiando en la UCLA, Bruce forma la banda Surf Stompers (the Bruce Johnston Surfing Band), y graba 2 LP con ellos: "Surfin' Around The World" y "Surfer's Pajama Party" (este último grabado en vivo en la UCLA). Después, Bruce hará producciones para el sello Del-Fi, produciendo Ron Holder, y más adelante, produciendo y componiendo los Rip-Chords juntamente con Terry Melcher (hijo de Doris Day). Con los Rip-Chords, conseguiría hacer la música "Hey Little Cobra", que llegó al 4.º lugar. También haría con Melcher la canción "Summer Means Fun".

## El ingreso a The Beach Boys
En 1965, Bruce es invitado a participar con el grupo The Beach Boys, tocando el bajo y substituyendo a Brian Wilson en los shows en vivo, quien dejó de participar en las giras para focalizarse en la composición y producción de Pet Sounds (el segundo mejor disco de la historia según la revista Rolling Stone). 
Poco después de entrar al grupo, Bruce hace su primera grabación con ellos, cantando "California Girls". Después continuará haciendo giras y participando activamente en los álbumes. En el 1969, en el disco 20/20, Bruce es el responsable por la regrabación y producción de la canción "Bluebirds over the Mountain", y consigue grabar su primera música en un disco de The Beach Boys, "The Nearest Faraway Place", una música instrumental que Bruce dice haber escrito como una continuación para "Let's Go Away For Awhile", música instrumental de Brian, del disco Pet Sounds. 

### Los 1970
Bruce iba a afirmarse todavía más como compositor en el grupo, lanzando en los discos siguientes: "Deirdre" (en colaboración con Brian) y "Tears in the Morning" (ambas del disco Sunflower, de 1970) y aquel que es probablemente su mayor clásico en el grupo "Disney Girls (1957)" de Surf's Up de 1971. 
Permanece en el grupo hasta el inicio de 1972, cuando decide salir del grupo, por diferencias con el entonces mánager del grupo, Jack Rieley. Entre otras cosas, a Bruce no le gustó la estrategia del mánager, que estaba intentando hacer que el grupo tuviera una postura más política y ecológica, y también porque Rieley quería hacer parecer que Brian estaba siempre en la banda, pero de hecho no lo estaba. Bruce llegó a grabar el álbum Carl and the Passions - "So Tough", en 1972, pero como había salido del grupo, removieron sus créditos. Durante ese tiempo, Bruce formó la sello discografíco Equinox, junto con Terry Melcher y Gary Usher (esa disquera llegó a hacer un contrato con Brian Wilson, que participó en las grabaciones llamadas "California Music"), tocó, compuso y produjo para artistas como David Cassidy y Eric Carmen. Bruce también ganó un Grammy por el éxito de su canción "I Write The Songs", que fuera inmortalizada por Barry Manillow (Bruce dijo haber compuesto esa canción en homenaje a Brian Wilson). 
En 1977, Bruce lanzaría su álbum como solista "Going Public", donde grabó canciones inéditas, covers y regrabó algunas de sus músicas, como "Deirdre", "Disney Girls" e interpretó su versión de "I Write The Songs", que es su canción más famosa. Aun estando fuera de los Beach Boys, participó desde Carl & The Passions de 1972 al L.A. (Light Album) de 1979.

## Actualidad
Por primera vez produjo el duramente criticado sencillo "Here Comes The Night" para el grupo, una tentativa de transformar la música del disco Wild Honey en música disco. Ese mismo año, Bruce volvería a hacer giras con The Beach Boys, y entre el 1979 y el 1980, ayudaría a producir el próximo álbum, Keepin' the Summer Alive. Bruce participaría en los álbumes siguientes, THE BEACH BOYS de 1985, Still Cruisin' de 1989 y Summer in Paradise de 1992.
Hoy en día Bruce y Mike mantienen el nombre de The Beach Boys haciendo giras por todo Estados Unidos.
En relación con la reunión de The Beach Boys para celebrar sus 50 años Johnston expreso:

"Estoy esperando poder cantar las melodías de Brian Wilson y las letras de Mike Love otra vez en directo con muchos de los miembros originales de la banda, pero imaginad lo que podríamos hacer vocalmente en la atmósfera de un estudio de grabación bajo la dirección de Brian".
Bruce Johnston.